# 黒之瀬戸大橋
黒之瀬戸大橋（くろのせとおおはし）は、鹿児島県阿久根市と出水郡長島町の間にある黒之瀬戸（日本三大急潮）に架かる自動車・バイク用道路と歩行者専用通路を設けた橋である。1974年4月9日、日本道路公団による一般有料道路として供用されたが、1990年9月21日に無料開放された。

## 地理
黒之瀬戸、あるいは黒之瀬戸海峡は、阿久根市脇本と長島の間にある海峡である。海峡の全長は2キロメートル程度、幅の広いところは1キロメートル程度あるが、もっとも狭いところは橋が架かっている梶折鼻と呼ばれる付近で350メートルほどとなる。潮流はもっとも速い時で8ノットから10ノット程度である。引き潮の時に八代海から黒之瀬戸海峡を通過して東シナ海に海水が流れ、逆に満ち潮になると東シナ海から八代海へと海水が流れる。昔から急流として渡るのに苦労する海峡であり、万葉集にも詠まれる海上交通の難所で、長島の産業と経済の発展を妨げていた。

## 架橋前史
黒之瀬戸を横断する渡船は、昭和初期になるまで個人経営であり、不定期に民間の船を借り上げて渡る形態であったという。1896年（明治29年）の記録によれば、渡し賃は当時4銭2厘であった。1929年（昭和4年）に木造の5トンの動力船「長島丸」を県が建造して就航したが、県道に有料渡船は不当であるという運動が起き、1931年（昭和6年）5月から地元の請負事業として県から補助金を受けて運航するようになった。1935年（昭和10年）には第二長島丸（木造12トン）が建造されて、1945年（昭和20年）頃まで運航された。しかし戦争の激化と船の老朽化により、1946年（昭和21年）末まで運航休止となり、漁船で人や荷物を代行輸送していた。
1946年（昭和21年）12月13日に告示328号により県営移管されて渡船が再度運航されるようになった。県営渡船の発着地は、長島最南端にある瀬戸港で、対岸にある黒之浜港との間を結んでいた。1958年（昭和33年）8月に初めてのフェリーである黒之瀬戸丸（木造47トン）が就航した。1962年（昭和37年）には鋼製74.59トンの第二黒之瀬戸丸が投入され、1968年（昭和43年）には鋼製78.07トンの第三黒之瀬戸丸が投入された。1969年（昭和44年）には木造79.42トンの第一黒之瀬戸丸が投入され、翌年旧来の黒之瀬戸丸が売却された。
このように次第に大型の船を投入し、運航回数も増やしてきて、昭和30年代末には1日21運航に達していた。しかし自動車が急増して大衆化するとともに、渡船の車両積み残しが常態化し、通航車両の多いときは2時間から3時間待たされる状態となっていた。このため、1963年（昭和38年）10月24日に阿久根市、東町、長島町の3者で黒之瀬戸架橋促進期成同盟を結成して、架橋運動が開始された。
陳情を繰り返した結果、1966年（昭和41年）になり予備検討路線に指定され、日本道路公団から複数回の調査団が現地を訪れた。当時の内閣総理大臣の佐藤栄作への陳情なども行った結果、1969年（昭和44年）1月14日に年内の着工内定が報じられた。ただし実際には、翌1970年（昭和45年）4月1日に、阿久根市脇本に工事事務所が開設されるところから建設が開始されることになった。事業主体は、日本道路公団黒之瀬戸大橋工事事務所となった。

## 建設

### 設計
架橋を検討することになった黒之瀬戸のもっとも狭い部分は、幅は350メートルほどである。一方海底部は、九州本土側が約20度、長島側が約30度の傾斜になっていて、もっとも深い部分で約60メートルの水深となっている。地質は安山岩、火山角礫岩、火山礫凝灰岩の3種類からなっていて、この順序で強度が高くなっていたが、安山岩は構造物の支持層に用いることができるほどの量がなく、長島側の橋台を安山岩層に設けることができたほかは、橋脚については主に火山角礫岩を、本土側の橋台を火山礫凝灰岩を支持層として建設する必要があった。
建設ルートは3種類が検討された。Aルートは当初事業認可時に提案されていたもので、橋脚を水深2 - 3メートル程度の場所において、囲い堰で海底を露出させて、橋脚の基礎工事を地上で行うことを主眼としたものであった。Bルートは海峡の最短部に架設するもので、橋脚を水際ぎりぎりに設けることで海中作業を一切不要とし、下部工の工事を容易にするものであった。Cルートは橋脚位置を、水深と海流の流速を考慮した上で技術的に施工可能なところまで海中にすることで、上部工のバランスを図り鋼重の軽減を図るものであった。
また橋梁形式としては、前述したように海底や潮流の悪条件があるために、橋脚を海峡中央部に設けることはまず不可能に近いため、300メートル以上の長い径間を設定することになり、必然的に三径間連続トラス、プレスドアーチ、三径間πラーメン・ディビダーク橋、吊り橋の4種類を検討することになった。そして3種類のルートそれぞれに対して、橋脚の位置との関係から選べる橋梁形式が限定され、結果的に以下の8種類の組み合わせが検討された。
| ルート | 橋梁形式                      | 橋長（メートル） | 径間割（メートル） |
| ------ | ----------------------------- | ---------------- | ------------------ |
| A      | 下路式3径間連続トラス         | 570              | 100 + 370 + 100    |
| B      | 下路式3径間連続トラス         | 524              | 80 + 364 + 80      |
| B      | 上路式3径間連続トラス         | 524              | 80 + 364 + 80      |
| B      | プレスドアーチ                | 360              | -                  |
| B      | 吊り橋                        | 370              | -                  |
| C      | 下路式3径間連続トラス         | 500              | 100 + 300 + 100    |
| C      | 3径間πラーメンディビダーク橋A | 500              | 100 + 300 + 100    |
| C      | 3径間πラーメンディビダーク橋B | 480              | 95 + 290 + 95      |

これらの中から、工費や施工の難易度の検討を行い、最終的にCルートで下路式3径間連続トラスを架け、橋長を502メートル、径間割を101 + 300 + 101メートルとする案が採用されることになった。これは8案の中でもっとも建設費が安くなる案であったが、その代わりに橋脚の施工は全国的にも類を見ない難工事を予想していた。建設予算は、上部工10億円、下部工6億円、舗装その他2億3000万円を合わせて総額18億3000万円を見込んでいた。
橋の規格は1等橋 TL-20、道路規格は第3種第3級、設計最高速度50 km/h、幅員は車道部6.5メートル、ふち石0.25メートル×2、壁高欄0.15メートル×2、歩道部0.75メートル×2、地覆0.25メートル×2の合計9.3メートルあり、主構の間隔は10.0メートルとなっている。縦断勾配は両側150メートル区間が1.5パーセントの上り勾配、中間の200メートルが放物線を描いている。橋の下は100メートル幅に渡り、桁下26.9メートルの航路を確保している。なお、橋の形式や支間割は結果的に、天草五橋の第1号橋、天門橋と同じになっているが、本橋梁の方が新示方書に準拠して建設されていることや、天門橋より7年新しいことからコンピューターを用いた詳細検討が行われていることなどの差がある。

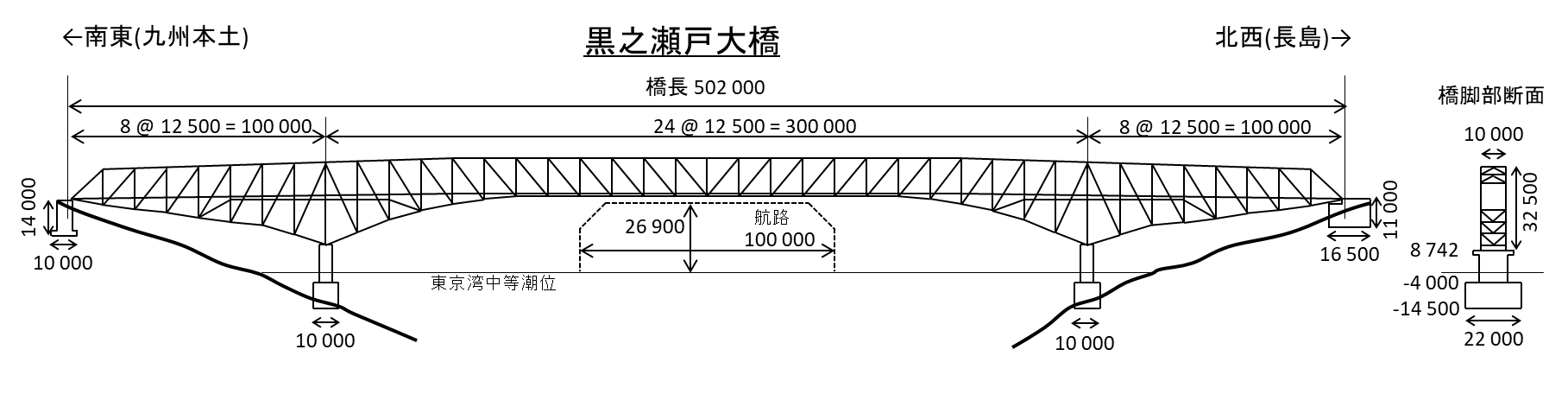
黒之瀬戸大橋一般図

### 工事
1971年（昭和46年）12月23日に橋の工事計画が発表され、1972年（昭和47年）5月20日に現場のグラブ船の上において起工式が挙行された。なお実際の下部工の工事は1月30日から開始されていた。
橋の建設現場は作業条件が厳しく、九州本土側は約1,400平方メートルの畑を作業ヤードとして利用することができたが、長島側にはそのスペースが得られなかった。また両岸とも取り付け道路がまったく存在しなかった。このため長島側では海面を埋め立てて約2,500平方メートルの作業スペースを確保し、さらに両岸とも桟橋を設けて主に海上輸送で機材や材料を搬入した。
橋の側径間と中央径間の径間長がアンバランスであるため、橋台にはアップリフト（揚圧力、持ち上げる力）と水平力が働く。アップリフトは橋台1基あたり約1,000トンに達すると計算され、これに対抗するために橋台コンクリート中にアンカーフレームおよびアンカーバーを設置している。本土側は風化した火山礫凝灰岩の上に橋台を構築しており、基礎に深礎基礎（直径2.5メートル、全長5メートルから10メートルのものを計6本）設置しており、一方長島側は良質の安山岩を基礎にできたので直接基礎になっている。
橋脚については、まず設置する位置の海底の岩石を衝撃式砕岩船を用いて破砕し、破砕された岩をグラブ式浚渫船で浚渫して、土運搬船で海峡中央部に運んで投棄する工事を行った。これにより橋脚型枠を設置する海底部を海面から14.5メートルまで掘り下げることを目標としていたが、実際には本土側の橋脚は14.8メートル、長島側の橋脚は14.4メートルまで掘り下げた。その後凸部をダイバーがビッグハンマーで掘削し、凹部を袋詰め水中コンクリートで詰めて綺麗にならしあげた。
橋脚のコンクリートを打設するための型枠は鋼鉄で製作され、長さ22メートル、幅10メートル、高さ18.5メートルの中空の柱状の構造で、型枠の重量は1基330トンあり、海底にこれを据え付けると海上に約4メートル突出した状態となる。この鋼製型枠は、三井造船玉野造船所で製作され、2基まとめて艀に載せて現地へ運搬された。
この鋼製型枠を現場海底に設置すると、潮流の流速が3メートル毎秒で波高が1.5メートルの時に水平に190トンの力を受けると計算され、これに対して自立安定するためには水中重量が800トン、空中の重量では1,250トンが必要であるとされた。さらに波高が3メートルになると必要な空中重量は2,700トンにもなる。しかし前述したように型枠自体の重量は330トンであるため、あらかじめ陸上で中詰コンクリートを打設して重くしておくことにした。一方で現場の地理的条件の制約により使えるのは能力が1,200トン以下のクレーン船に限定されていたため、コンクリートは約250立方メートルを打設して型枠の空中重量を1,000トン（水中重量660トン）にし、不足する水中重量140トン分は、あらかじめ現場に設置した鋼製ガイド枠（受け台）で補うことにした。このガイド枠は約100トンあり、その4個あるフレームに2本ずつ深さ6.5メートルのボーリングを海底に行い、ストランドを挿入してモルタルグランドを行って岩盤にガイド枠を固定する。この上にクレーン船で型枠を設置して、ガイド枠と型枠をPC鋼棒で緊結して、一体の構造物として外力に抵抗するようにした。鋼製型枠の設置は、本土側の第1橋脚が1972年（昭和47年）10月16日から17日にかけて実施し、長島側の第2橋脚は翌10月18日に実施された。第1橋脚については、潮流の動きの把握が的確でなかったことなどにより、1回目の据え付けに失敗し、2回目で設置に成功した。
鋼製型枠の内部を下部7.5メートルの高さまで、プレパックドコンクリートで固めた。プレパックドコンクリートは、あらかじめ骨材を先に型枠に充填しておき、その間に埋設してあるパイプを通じてセメントやモルタルを流し込んで造るコンクリートで、海中構造物の建設に適するものである。その後型枠内の海水をポンプアップして、大気中で通常の橋脚コンクリートを打設した。橋脚の完成後、鋼製型枠を海面から4.0メートル下のところで切断し、鋼枠に防蝕加工と防舷材の設置を行った。下部工の工事は、1973年（昭和48年）3月までに完了し、上部工の工事に移った。
上部工については、川崎重工業が受注した。1973年（昭和48年）3月10日より橋の吊りこみを開始する計画であったが、阿久根側の取り付け道路の工事の遅れにより、実際には1か月ほど遅れて4月3日から開始された。側径間の組み立ては、仮設の支柱（ベント）によって中間を支持しながらクレーンで組み立てていく方式で行った。一方中央径間は、両岸から中央へ向かってトラベラークレーンで張り出していく形で架設を行い、中央で閉合する作業で進めた。
中央の150メートルほどの区間は、閉合しない状態では台風に対して構造的にもっとも危険な状態となる計算であり、工程の進捗によっては台風期の8月・9月に差し掛かってしまうおそれがあることから、悪天候により工程が進まなかった場合にはこの期間を休業にすることにした。実際には、過去の例から見て最高と考えられる進捗実績を上回るペースで工事が進み、6月末の時点で計画では第11格間まで進捗のところ、既に第15格間まで組み立てが進んでいた。またしばらく台風発生の恐れがないという予報であったこともあり、7月にも組み立て継続に踏み切った。最終的に7月23日に閉合作業が無事完了した。結果的に、天草1号橋で5.5か月、境水道大橋で5か月かかった架設作業は、黒之瀬戸大橋では4か月未満で完了するという非常に短工期の工事となった。路面の工事に関しては、中央径間については軽量コンクリートを採用して、橋台における揚力を低減するようにした。上部工の工事は1974年（昭和49年）3月19日に完了した。
結果的に総工費は下部工に6億0510万円、上部工に10億3110万円、その他を合わせると18億5000万円であった。所要資材は上部工に鋼材3,000トン、下部工に鋼材570トン、コンクリート5,500立方メートル、プレパックドコンクリート2,600立方メートルであった。

### 開通
1974年（昭和49年）4月9日に開通式が行われ、関係者600人での渡り初めが行われた。一方架橋と引き換えに、県営渡船は廃止となった。最終便出発の際には約400人が集まり、船員の労をねぎらった。渡船が廃止される直前は、1日24往復の運航となっていた。

## 開通後
橋が開通した時点では、橋を通る道路は鹿児島県道阿久根牛深線であったが、まもなく国道389号に昇格した。
当初の計画では1日の自動車通行量を1,300台程と見込んでおり、建設費の償還予定期間を30年としていた。実績としては、開通当時年間629,000台の通行であったが、1980年（昭和55年）には100万台を突破、1989年（平成元年）には1,644,000台と、当初の3倍を超えるようになった。これにより、当初の見込みの倍以上の速さで建設費の償還が進み、架橋17年目となる1990年（平成2年）9月21日に無料化された。橋の片道通行料金は末期で小型普通車400円、大型普通車600円、大型特殊車1,600円とされていた。
架橋により、長島住民の生活は安定し、救急医療などを安心して受けられることになった。安定して出荷が可能となったことで、全国有数の養殖ブリの産地として発展し、またレジャー施設の整備が進められて多くの観光客が来島するようにもなった。長島と九州本土との交流は、橋の開通により渡船時代とは比べ物にならないほど発展し、長島の経済や文化の発展に橋が大きく貢献した。

## 年表
- 1970年（昭和45年）8月18日：日本道路公団に対し事業許可
- 1972年（昭和47年）
  - 1月30日：下部工に着手[1]。
  - 5月20日：グラブ船上において起工式[2]。
- 1973年（昭和48年）7月23日：上部工が閉合[29]。
- 1974年（昭和49年）
  - 3月19日：上部工完成[1]。
  - 4月9日：有料道路として供用開始。これに伴い、黒之浜港から運航していた県営定期フェリー「黒之瀬戸丸」が廃止になる[3]。
- 1984年：開通10周年記念式典が行われる。
- 1990年（平成2年）9月21日：無料開放される[34]。

## 通過する自治体
- 鹿児島県
  - 阿久根市
  - 出水郡長島町